# Merindad de Valdeporres
Merindad de Valdeporres es un municipio de España, en la comarca de Las Merindades, al norte de la provincia de Burgos, comunidad autónoma de Castilla y León. Cuenta con un población de 421 habitantes (INE 2024) y su capital es Pedrosa de Valdeporres.

## Geografía
Integrado en la comarca de Las Merindades, la capital, Pedrosa de Valdeporres, se sitúa a 95 kilómetros de Burgos. El término municipal está atravesado por un tramo de la carretera N-232, entre los pK 549 y 550, por las carreteras provinciales BU-526, que conecta con Valle de Valdebezana y Merindad de Sotoscueva, y BU-561, que se dirige hacia Villarcayo, y por carreteras locales que permiten la comunicación entre las pedanías.
El relieve del municipio está definido por la presencia del río Nela y del río Engaña, y por los Montes del Somo, que separan ambas cuencas, formando ya parte de la cordillera Cantábrica. El río Nela nace en el mismo municipio, cerca del puerto de la Matanela (946 metros), que hace de límite con Cantabria. El río desciende bastante encajonado al sur de los Montes del Somo para seguir su camino hacia el Ebro recogiendo previamente las aguas del río Engaña cerca de la capital municipal. La altitud oscila entre los 1497 metros, en el límite con San Pedro del Romeral, en plena cordillera Cantábrica, y los 630 metros a orillas del río Nela. Pedrosa de Valdeporres se alza a 704 metros sobre el nivel del mar. 
| Noroeste: Luena (Cantabria) y San Pedro del Romeral (Cantabria) | Norte: San Pedro del Romeral (Cantabria) | Nordeste: Merindad de Sotoscueva                                          |
| Oeste: Luena (Cantabria) y Valle de Valdebezana                 |                                          | Este: Merindad de Sotoscueva                                              |
| Suroeste: Valle de Valdebezana                                  | Sur: Valle de Valdebezana                | Sureste: Villarcayo de Merindad de Castilla la Vieja y Valle de Manzanedo |

### Municipio
La capitalidad se encuentra en la localidad de Pedrosa de Valdeporres y cuenta con 14 pedanías:
- Ahedo de las Pueblas
- Brizuela
- Busnela
- Cidad de Valdeporres
- Dosante
- Leva de Valdeporres
- Pedrosa de Valdeporres (capital)
- Puentedey
- Quintanabaldo
- Robredo de las Pueblas
- Rozas
- San Martín de las Ollas
- San Martín de Porres
- Santelices
- Villavés

## Historia
Existen restos que dan fe de una ocupación prehistórica, como son el dolmen de Ahedo de las Pueblas, el crómlech de Robredo de las Pueblas y el sepulcro bajo roca del dolmen de Busnela.
Posiblemente la calzada de Herrera de Pisuerga (Pisorica), a Bilbao, atravesaba la merindad.
La leyenda cuenta que el nombre de Merindad de Valdeporres viene del desvalimiento en que se vio el caballero Hermengiro, cuando en una batalla se rompieron su lanza y su espada, y a causa de lo cual cogió una porra, con la que obtuvo la victoria; entonces, el rey, agradecido, le concedió el escudo de las armas de los Porras.
No hay constancia ni datos de la época visigoda y parece que esta zona no debió ser ocupada por los musulmanes, salvo alguna razia, como la documentada en la vecina Merindad de Sotoscueva.
La Merindad de Valdeporres formó parte de las siete primitivas Merindades de Castilla la Vieja, pasando por las mismas vicisitudes que el resto de Castilla.
Estas Merindades, de hecho, eran realengas pero se hicieron con el poder de tierras y hombres diferentes grupos nobiliarios, así San Martín de las Ollas, villa propiedad del marqués de Cilleruelo y Rozas, del conde de la Revilla; Villavés, en cambio, era propiedad desde el año 1011 del monasterio benedictino de San Salvador de Oña.
Otra familia, los Porres o Porras ejercían jurisdicción/dominaban Dosante, Cidad de Valdeporres y otros lugares fuera de la Merindad. Por cierto, que el santo San Martín de Porres (fray Escoba) desciende de los Porres, siendo hijo de uno de ellos que fue comisario regio en Perú.
Antiguamente, Puentedey era cabeza de una junta independiente que incluía además Brizuela y Quintanabaldo y que se unió a la Merindad de Valdeporres en 1928.Cuenta con espectacular puente natural de piedra bajo el que transitan apaciblemente las aguas del Río Nela y sobre el cual se levanta el casco urbano del pueblo.
En 1930 entró en servicio el tramo Trespaderne-Cidad del ferrocarril Santander-Mediterráneo, que contó con varias estaciones en el municipio: Brizuela, Santelices y Cidad-Dosante. Años después para la prolongación del trazado hacia Santander se llegó a construir una nueva estación dentro del término municipal, denominada Valdeporres, si bien esta nunca llegaría a entrar en servicio. La línea se mantuvo operativa hasta su cierre en enero de 1985.
Durante la guerra civil española, en 1936, el frente se situó en el norte y noroeste del municipio, quedando las tropas italianas alojadas en los diferentes pueblos. Debido a una gestión de notables ante las autoridades de Villarcayo no hubo represalias contra los naturales de la Merindad que huyeron de la misma, aunque algunos fueron ejecutados fuera de ella.
La ocupación tradicional, que todavía pervive en pequeña escala, ha sido la ganadería por los abundantes pastos.
La industrialización supuso un paulatino éxodo y con ello la pérdida de las actividades económicas tradicionales, llevando a una gran despoblación de los pueblos de la zona que hoy en día son utilizados principalmente como lugares de veraneo, aunque todos conservan población estable actualmente.

## Demografía
Merindad de Valdeporres cuenta con una población de 421 habitantes (INE 2024).
| Gráfica de evolución demográfica de Merindad de Valdeporres entre 1842 y 2021 |
| |
| Población de derecho según los censos de población del INE Población de hecho según los censos de población del INEEn este censo se denominaba Merindad de Valdeporras: 1842. Entre el censo de 1910 y el anterior, crece el término del municipio porque incorpora a Junta de Puentedey. |

En 1843 pertenecía al partido de Villarcayo y contaba con 549 habitantes, sin incluir Cidad de Valdeporres.

## Patrimonio

### Edificios civiles
- Torre de Cidad, siglo XIV, de estilo gótico.
- Casa de los Velasco en San Martín de Porres (1562).
- Casa-fuerte/palacio en Puentedey, siglos XV-XVI.
- Casa-palacio en Brizuela, siglo XVI.
- Tímpano con inscripción del siglo XII en la iglesia de Villavés.
- Túnel de La Engaña (6976 metros de largo) y poblado adyacente (construido para los obreros), siglo XX.

En muchos edificios de los diferentes pueblos podemos encontrar escudos y otros elementos arquitectónicos de interés, teniendo también bastantes muestras de arquitectura popular plasmados en lavaderos, boleras, potros de herrar.

### Edificios religiosos
Todas las iglesias de los pueblos son dignas de verse, generalmente con mezcla de estilos, encontrándose detalles románicos y góticos muy interesantes en varias de ellas.
Son muy curiosas las ruinas de la iglesia de Rozas, construida dentro del recinto amurallado (de preciosa e imponente construcción) que comprendía la residencia de los condes de la Revilla.
Asimismo, las ermitas como la de Santa Ana en Brizuela y la de la patrona de la merindad, la Virgen de las Riberas, en San Martín de Porres, o los humilladeros de los caminos, como el que nos encontramos en la carretera a Villarcayo o en el sendero de los Haidíos, llamados Las Ermitonas.